# IC 1128
IC 1128 ist eine linsenförmige Galaxie vom Hubble-Typ S0 im Sternbild Schlange nördlich des Himmelsäquators, die schätzungsweise 153 Millionen Lichtjahre von der Milchstraße entfernt ist.
Das Objekt wurde am 28. Mai 1889 von Lewis Swift entdeckt.